# Auberville-la-Renault
Auberville-la-Renault là một xã thuộc tỉnh Seine-Maritime trong vùng Normandie miền bắc nước Pháp.

## Huy hiệu
| Arms of Auberville-la-Renault | The arms of Auberville-la-Renault are blazoned: Azure, on a fess wavy between 2 billets argent and saltire couped Or, a millwheel gules. |

## Dân số
| Năm | 1962 | 1968 | 1975 | 1982 | 1990 | 1999 | 2006 |
| --- | ---- | ---- | ---- | ---- | ---- | ---- | ---- |
| Dân số | 237  | 262  | 291  | 294  | 347  | 347  | 385  |
| From the year 1962 on: No double counting—residents of multiple communes (e.g. students and military personnel) are counted only once. |      |      |      |      |      |      |      |